# Cellaria scoresbyi
Cellaria scoresbyi is een mosdiertjessoort uit de familie van de Cellariidae. De wetenschappelijke naam van de soort is voor het eerst geldig gepubliceerd in 1947 door Hastings.